# Johannes Adam (Biologe)
Johannes Adam (* 22. September 1923 in Nossen) ist ein deutscher Biostatistiker und ehemaliger Hochschullehrer. Er war von 1942 bis 1945 Wachmann im Konzentrationslager Auschwitz und später in der Deutschen Demokratischen Republik (DDR) Professor mit Lehrstuhl für medizinische Statistik an der Martin-Luther-Universität Halle-Wittenberg und von 1978 bis 1982 Vorsitzender der Gesellschaft für physikalische und mathematische Biologie bei der Akademie der Wissenschaften der DDR.

## Leben
Adam legte 1942 in Nossen das Abitur ab und trat anschließend in die Schutzstaffel (SS) ein. Als Wachmann im Range eines Rottenführers war er im Konzentrationslager Auschwitz tätig, vorrangig im Außenlager Monowitz. Hier waren Zwangsarbeiter interniert, die zur Tätigkeit für den Chemiekonzern IG Farben gezwungen wurden.
Nach dem Ende des Zweiten Weltkriegs blieb Adam unbehelligt und studierte ab 1947 bis zum Abschluss des Diploms 1952 Mathematik an der Technischen Hochschule (TH) Dresden und der Universität Leipzig. Von 1952 bis 1955 war Adam Dozent der Arbeiter-und-Bauern-Fakultät Dresden und von 1955 bis 1959 Mitarbeiter beim Industrie-Institut der TH Dresden.
Ab 1959 wurde Adam Mitarbeiter am Lehrstuhl für Sozialhygiene der Martin-Luther-Universität Halle-Wittenberg. 1960 wurde Adam mit der Arbeit Wahrscheinlichkeitsrechnung und Statistik als Stoffe des Mathematikunterrichts der allgemeinbildenden polytechnischen Oberschule, insbesondere der erweiterten Oberschule an der Pädagogischen Hochschule Potsdam promoviert, 1965 mit der Arbeit Die Methoden der medizinischen Statistik als Hilfsmittel der Ursachenforschung in der Sozialhygiene an der Martin-Luther-Universität Halle habilitiert.
Dort wurde er ab 1965 Dozent und erhielt 1968 eine Professur mit Lehrauftrag für medizinische Statistik und physikalische und mathematische Biologie. Von 1970 bis 1989 war Adam Professor mit Lehrstuhl für medizinische Statistik und Datenverarbeitung und ab 1982 Direktor des Instituts für Biostatistik und Informatik an der Universität Halle.
Sein Arbeitsgebiet umfasste die Medizinische Biometrie, Statistik, Informatik, Soziologie und Epidemiologie.
Von 1972 bis 1978 war Adam Direktor für Forschung des Bereichs Medizin der Universität Halle. Von 1978 bis 1982 war Adam zusätzlich Vorsitzender der Gesellschaft für physikalische und mathematische Biologie in der DDR. 1975 und 1976 war Adam Gastprofessor an der Universität Bagdad. 1988 beendete er seine Universitätslaufbahn.
2013 ermittelte die Staatsanwaltschaft Halle (Saale) gegen ihn wegen des Verdachts der mehrfachen Beihilfe zum Mord in seiner Zeit als KZ-Wachmann. Das Verfahren wurde jedoch eingestellt, da der 90-jährige Adam wegen einer schweren Erkrankung weder vernehmungs- noch verhandlungsfähig sei.

## Ehrungen
- 1980 Vaterländischer Verdienstorden in Bronze (DDR)

## Werke (Auswahl)
- Johannes Adam: Einführung in die medizinische Statistik. Berlin 1963.
- Johannes Adam (mit J. H. Scharf, H. Enke): Methoden der statistischen Analyse in Medizin und Biologie. Berlin 1977.
- Johannes Adam: Einführung in die medizinische Biometrie. Jena 1992.